# Caroline Andersson
Caroline Andersson (Halmstad, 29 juli 2001) is een Zweedse wielrenster. In 2021 en 2022 reed ze bij de Noorse wielerploeg Coop-Hitec Products. In 2023 kwam ze uit voor het Nederlandse Liv Racing TeqFind en in 2024 stapte ze samen met vier ploeggenoten en de hoofdsponsor over naar de fusieploeg Liv AlUla Jayco.

## Palmares

### Veldrijden

#### Resultatentabel elite
| Seizoen   |    | WK | EK   | ZK   |    | Klassementen | Klassementen | Klassementen |       | UCI- rang |   | Podia | Podia | Podia | Aantal crossen |
| Seizoen   | WB | WK | EK   | ZK   | SP | Trofee       | Goud         | Zilver       | Brons | UCI- rang |   |       |       |       | Aantal crossen |
| --------- | -- | -- | ---- | ---- | -- | ------------ | ------------ | ------------ | ----- | --------- | - | ----- | ----- | ----- | -------------- |
| 2023-2024 |    |    |      | Goud |    |              |              |              |       | 163e      |   | -     | -     | -     | 1              |
| 2024-2025 |    |    | Goud |      |    |              | 152e         | -            | -     | -         | 4 |       |       |       |                |
| Totaal    |    | –  | –    | 2    |    | –            | –            | –            |       | –         |   | -     | -     | -     | 5              |

#### Podiumplaatsen elite
| Legenda                       |
| ----------------------------- |
| Wereldkampioenschappen        |
| Continentale kampioenschappen |
| Nationale kampioenschappen    |
| Wereldbeker                   |
| Superprestige                 |
| Trofee                        |
| Overige veldritten            |

| Nr.           | Seizoen       | Datum            | Veldrit                                  | Cat.          | Wedstrijdserie                       |               |
| Overwinningen | Overwinningen | Overwinningen    | Overwinningen                            | Overwinningen | Overwinningen                        | Overwinningen |
| ------------- | ------------- | ---------------- | ---------------------------------------- | ------------- | ------------------------------------ | ------------- |
| 1.            | 2023-2024     | 26 november 2023 | Zweeds Kampioenschap Veldrijden, Kågeröd | CN            | Zweeds Kampioenschap Veldrijden (#1) | [ 1 ]         |
| 2.            | 2024-2025     | 24 november 2024 | Zweeds Kampioenschap Veldrijden, Ullared | CN            | Zweeds Kampioenschap Veldrijden (#2) | [ 2 ]         |
| 2e plaatsen   |               |                  |                                          |               |                                      |               |
| 3e plaatsen   |               |                  |                                          |               |                                      |               |

### Wegwielrennen

#### Resultaten in voornaamste wedstrijden
| Jaar | Ronde van Italië | Ronde van Frankrijk | Ronde van Spanje |
| ---- | ---------------- | ------------------- | ---------------- |
| 2021 |                  |                     |                  |
| 2022 |                  |                     |                  |
| 2023 |                  |                     |                  |
| 2024 |                  |                     |                  |
| 2025 | opgave           |                     |                  |

| Jaar | Gent-Wevelgem | Ronde van Vlaanderen | Amstel Gold Race | Luik-Bast.‑Luik | Strade Bianche | Trofeo Alfredo Binda | Brabantse Pijl |  | WK op de weg |
| ---- | ------------- | -------------------- | ---------------- | --------------- | -------------- | -------------------- | -------------- |  | ------------ |
| 2021 | opgave        | opgave               |                  |                 |                |                      | 91e            |  | opgave       |
| 2022 |               |                      | 64e              |                 |                |                      |                |  | opgave       |
| 2023 |               |                      | 41e              | 53e             | buit.tijd      | 33e                  | opgave         |  |              |
| 2024 |               |                      | 32e              | 25e             | 16e            | 29e                  | 16e            |  | 16e          |
| 2025 |               |                      | 72e              |                 | 22e            | 33e                  | 24e            |  |              |

## Ploegen
- 2017 –  Team Rytger
- 2021 –  Coop-Hitec Products
- 2022 –  Coop-Hitec Products
- 2023 –  Liv Racing TeqFind
- 2024 –  Liv AlUla Jayco
- 2025 –  Liv AlUla Jayco

Andersson · Boogaard · Feldmann · Gåskjenn · Iversen · Kröger · Lutro · Mathisen · Mohr · Nelson · Olsen · Riffel · Tveit · Ysland
Andersson · Boogaard · Dale · Feldmann · Gåskjenn · Iversen · Jørgensen · Mohr · Nelson · Olsen · Riffel · Roberts · Soland · Steigenga · Swinkels · Tveit · Ytterhus Haugset
Andersson · Barbieri · Buurman · Demey · García · van der Hulst · Jaskulska · de Jong · Korevaar · McGowan · Neumanová · Ragusa · Smulders · Stultiens · Ton
Andersson · Baker · Campbell · García · Gåskjenn · Howe · Korevaar · Manly · Pate · Paternoster · Roseman-Gannon · Smulders · Ton · Trevisi · Wyllie · Žigart
Andersson · Baker · García · van der Hulst · Korevaar · Pate · Paternoster · Roseman-Gannon · Smulders · Talbot · Ton · Trevisi · Trinca Colonel · Wyllie